# Ащерино (Тульская область)
Ащерино — упразднённая деревня в Алексинском районе Тульской области. Исключена из учётных данных в 1986 году.

## Топоним
В писцовых книгах и ревизиях XVII—XVIII в. чаще называется Ощерино или Ощерина.
Упоминается на плане Генерального межевания Тульского наместничества 1790 года как деревня Ащерина.

## География
Ащерино находилась в северо-западной части региона, в пределах северо-восточного склона Среднерусской возвышенности, в подзоне широколиственных лесов.
Ручей, протекающий вдоль деревни (ныне чуть севернее) в источниках XVII в. именуется речка Сосенка (приток Крушмы), название в дальнейшем утрачено.

### Климат
Климат на территории Ащерино, как и во всём районе, характеризуется как умеренно континентальный, с ярко выраженными сезонами года. Средняя температура воздуха летнего периода — 16 — 20 °C (абсолютный максимум — 38 °С); зимнего периода — −5 — −12 °C (абсолютный минимум — −46 °С).
Снежный покров держится в среднем 130—145 дней в году.
Среднегодовое количество осадков — 650—730 мм.

## История

### Владельцы
- По дозорной книге 1614—1615 г. владелец — Зиновий Григорьевич Воропанов.
- Согласно писцовой книге 1628 г. принадлежала Михаилу и Петру Зиновьевичам Воропановым[4].
- По ревизии 1709 г. принадлежала боярину Борису Гавриловичу Юшкову[5].
- О владельцах 18 в. — см. в статье Широносово
- По ревизии 1811 г. Ащерино принадлежало братьям Александру и Сергею Михайловичу Голицыным, которым в том же уезде принадлежали Широносово, Богатьково, Ушаково и др. (подробнее см. в статье Широносово).
- На момент крестьянской реформы 1861 г. принадлежало крупному землевладельцу Александру Ивановичу Воронецкому. Ему же в том же уезде принадлежали Богучарово, Широносово, Богатьково, Ушаково, Борисово, Ламинцево, Плешивка и Ступино.

### Предреволюционный период
В 1912 году в Алексинском уезде была проведена подворная перепись. Имелось 56 хозяйств (из них 47 наличных и 9 отсутствующих), 279 человек (153 мужчины и 126 женщин) наличного населения (из них 58 грамотных и полуграмотных и 8 учащихся).
Имелось 97 земельных наделов, всего 321,1 десятина надельной земли, а также 40,8 десятин удобной арендованной земли. 37,3 десятины удобной земли было сдано в аренду.
В пользовании наличных хозяйств находилось 228,8 десятин пашни, 39,2 десятины сенокоса, 22,1 десятины леса, 12,2 — усадебной земли, 7,2 — кустарника, 6,1 — выгона, 5,8 — неудобной земли.
Под посевами находилось 176,1 десятина земли (в том числе 10 десятин усадебной), из неё озимая рожь занимала 71,3 десятины, яровой овёс — 71,7 десятины, чечевица — 11,3, картофель — 9,3, конопля — 5, прочие культуры — 7,5 десятин.
У жителей было 49 лошадей, 73 головы КРС, 50 овец и 58 свиней; 1 хозяйство держало 5 ульев пчёл.
Промыслами занимались 68 человек: 20 — местными и 48 отхожими (в основном в Москве), из них 14 столовщиков, 10 сапожников, 9 штукатуров, 5 рабочих самоварной фабрики, 4 чернорабочих.

### Административная и церковная принадлежность
До административной реформы Петра I Ащерино относилось к Конинскому стану Алексинского уезда.
Была приписана к церковному приходу в с. Широносово.
По состоянию на 1913 г. деревня Ащерино относилась к Ащеринскому сельскому обществу Широносовской волости Алексинского уезда.

### Советский период
К 1924 году входила в Стрилецкий сельсовет.
По переписи 1926 года деревня входила в состав Панского сельсовета Алексинского района, имелось 62 крестьянских хозяйства и 284 жителя (117 мужчин, 167 женщин).
Ко Второй мировой войне число дворов сократилось до 31.
На карте 1982 года обозначена как населённый пункт с населением около 10 человек, на карте 1989 года — уже как нежилая.
Деревня упразднена после 1989 года.

## Инфраструктура
Основа экономики — сельское хозяйство .